# Wakio Mitsui

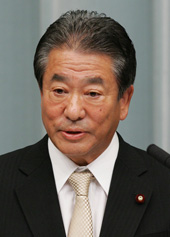
Wakio Mitsui, 2012

Wakio Mitsui (jap. 三井 辨雄, Mitsui Wakio; * 24. November 1942 in Sapporo, Hokkaidō; † 2. April 2021 ebenda) war ein japanischer Politiker (Neue Fortschrittspartei→Demokratische Partei (Tarutoko-Gruppe, Ex-Ozawa-Gruppe)). Er war von 2000 bis 2012 Mitglied des Shūgiin, des Unterhauses des nationalen Parlaments, für den Wahlkreis Hokkaidō 2, und 2012 für knapp drei Monate Sozial- und Arbeitsminister im Kabinett Noda.
Mitsui schloss sein Studium an der Pharmakologischen Shōwa-Hochschule in Setagaya ab und gründete 1975 die Mitsui Yakuhin K.K. in Sapporo (ohne Verbindung zum gleichnamigen Großunternehmen in Tokio), später die Kōyūkai, eine „medizinische Körperschaft“ (iryō hōjin), die mehrere Krankenhäuser und Pflegeeinrichtungen in Hokkaidō betreibt.
In die Politik stieß Mitsui nach der Wahlrechtsreform bei der Shūgiin-Wahl 1996 vor: Im neuen Einmandatswahlkreis Hokkaidō 3 kandidierte er für die Neue Fortschrittspartei (NFP), unterlag aber knapp dem Liberaldemokraten Gaku Ishizaki und dem Demokraten Satoshi Arai. Nach der Auflösung der NFP schloss er sich der Demokratischen Partei an. Bei der Shūgiin-Wahl 2000 kandidierte er nur im Verhältniswahlblock Hokkaidō und zog erstmals ins Parlament ein. Bei der Wahl 2003 wechselte er in den Wahlkreis 2, den er gegen Amtsinhaber Takamori Yoshikawa (LDP) gewann und 2005 und 2009 verteidigte. In der Demokratischen Partei war er unter anderem Vizegeneralsekretär (2004) und 2006 als „nächster Sozial- und Arbeitsminister“ Mitglied des Schattenkabinetts von Ichirō Ozawa. 2010 schloss er sich der neu gegründeten Faktion von Shinji Tarutoko an.
Von 2010 bis 2011 (Kabinett Kan) war Mitsui Staatssekretär im Land- und Verkehrsministerium. Im Oktober 2012 berief ihn Yoshihiko Noda als Sozial- und Arbeitsminister in sein umgebildetes Kabinett. Mit rund 50 Millionen Yen Einkommen gehörte Mitsui 2011 zu den wohlhabendsten Mitgliedern des nationalen Parlaments.
Bei der Shūgiin-Wahl 2012 verlor Mitsui seinen Wahlkreis mit 23,2 % der Stimmen wieder an Takamori Ishikawa (35,0 %), verfehlte damit auch eine Wiederwahl im Verhältniswahlblock und schied aus dem Parlament aus.